# Militärrådgivare
En militärrådgivare är en militär, vanligen officer, som fungerar som rådgivare till en civil beslutsfattare, vanligen en politisk beslutsfattare. I Sverige har bland annat försvarsministern en militärrådgivare. För närvarande är flottiljamiral Stefan Engdahl försvarsministerns militärrådgivare.